# Viễn tín

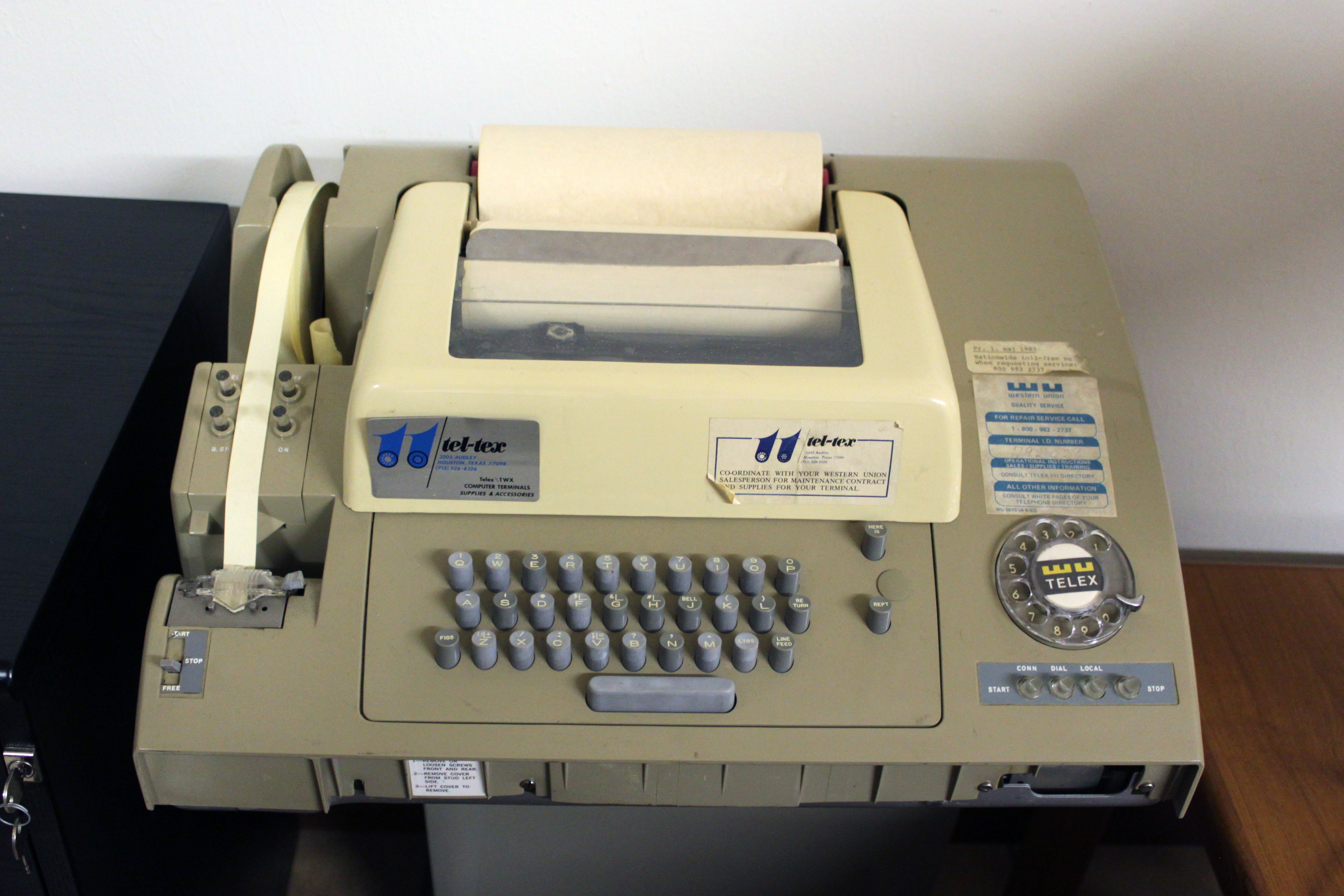
Mô hình Teletype 32 được sử dụng cho dịch vụ Telex

Mạng lưới viễn tín tức telex là một mạng lưới chuyển mạch teleprinters nhằm chuyển tin tức từ khách hàng đến khách hàng tương tự như một mạng điện thoại, sử dụng điện báo cấp kết nối mạch cho hai chiều thông điệp dựa trên văn bản. Telex là một phương thức chính để gửi tin nhắn bằng văn bản điện tử giữa các doanh nghiệp trong thời kỳ hậu Thế chiến II. Việc sử dụng của nó đã suy giảm khi máy fax trở nên phổ biến trong những năm 1980.
Thuật ngữ "telex" dùng để chỉ mạng, không phải từ xa; hệ thống teleprinter giữa hai điểm đã được sử dụng từ lâu trước khi trao đổi telex được xây dựng vào những năm 1930. Máy điện báo phát triển từ các hệ thống điện báo, và giống như điện báo, họ đã sử dụng tín hiệu nhị phân, với các ký hiệu được biểu thị bằng sự hiện diện hoặc vắng mặt của một mức dòng điện nhất định. Điều này khác với hệ thống điện thoại tương tự, sử dụng điện áp khác nhau để thể hiện âm thanh. Vì lý do này, các tổng đài telex hoàn toàn tách biệt với hệ thống điện thoại, với các tiêu chuẩn báo hiệu, trao đổi và hệ thống "số telex" (đối tác của các số điện thoại).
Telex cung cấp phương tiện phổ biến đầu tiên cho truyền thông bản ghi quốc tế bằng cách sử dụng các kỹ thuật báo hiệu tiêu chuẩn và tiêu chí vận hành theo quy định của Liên minh Viễn thông Quốc tế. Khách hàng trên bất kỳ trao đổi telex nào cũng có thể gửi tin nhắn cho bất kỳ ai khác trên toàn thế giới. Để giảm mức sử dụng đường truyền, tin nhắn telex được mã hóa vào băng giấy và sau đó đọc vào đường dây càng nhanh càng tốt. Hệ thống thường cung cấp thông tin ở mức 50 baud hoặc khoảng 66 từ mỗi phút, được mã hóa bằng Bảng chữ cái điện báo quốc tế số 2. Trong những ngày cuối cùng của mạng telex, thiết bị của người dùng cuối thường được thay thế bằng modem và đường dây điện thoại, hạ cấp mạng telex thành dịch vụ thư mục chạy trên mạng điện thoại.

## Phát triển

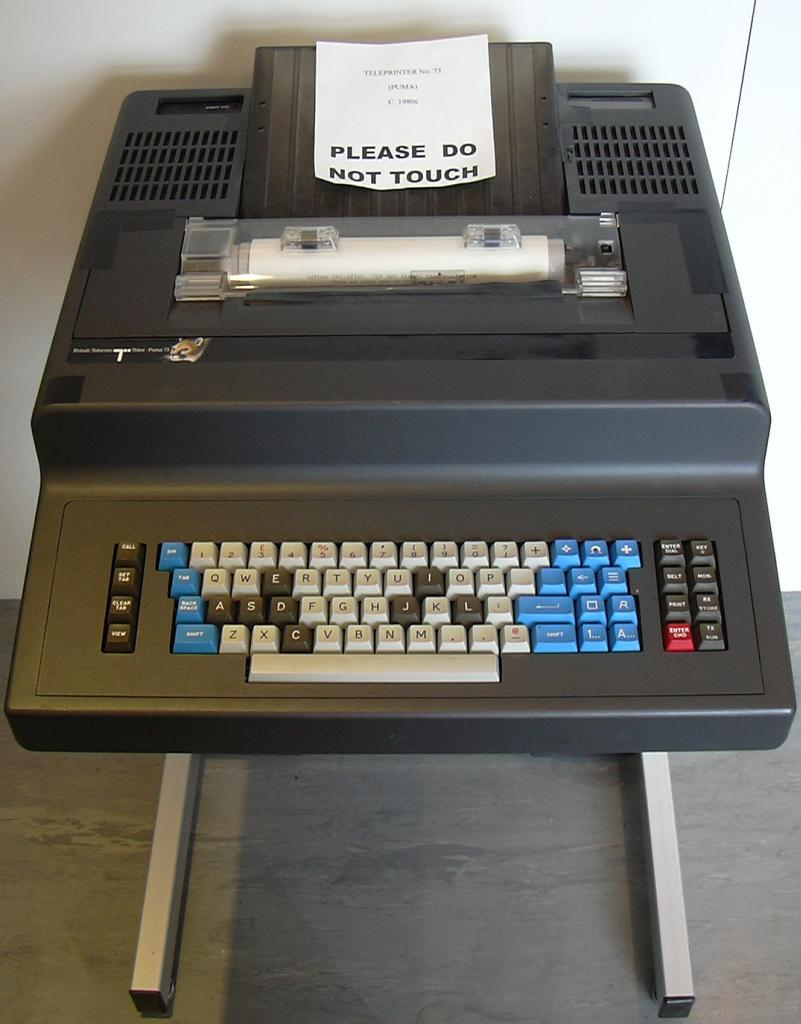
Một cỗ máy telex "Puma" kiểu Anh của những năm 1980

Telex bắt đầu ở Đức như một chương trình nghiên cứu và phát triển vào năm 1926 và trở thành một dịch vụ teleprinter hoạt động vào năm 1933. Dịch vụ, được điều hành bởi Reichspost  (Dịch vụ bưu chính Reich)  có tốc độ 50 baud - khoảng 66 từ mỗi phút.
Dịch vụ telex lan rộng khắp châu Âu và (đặc biệt là sau năm 1945) trên toàn thế giới. Đến năm 1978, Tây Đức, bao gồm Tây Berlin, đã có 123.298 kết nối telex. Rất lâu trước khi điện thoại tự động trở nên khả dụng, hầu hết các quốc gia, thậm chí ở trung tâm châu Phi và châu Á, đã có ít nhất một vài liên kết telex tần số cao (sóng ngắn). Thông thường, các dịch vụ bưu chính và điện báo của chính phủ (PTT) đã khởi xướng các liên kết vô tuyến này. Tiêu chuẩn vô tuyến phổ biến nhất, CCITT R.44 đã được sửa lỗi truyền lại bộ ghép kênh phân chia thời gian của các kênh vô tuyến. Hầu hết các PTT nghèo vận hành các kênh telex-on-radio (TOR) của họ không ngừng, để có được giá trị tối đa từ chúng.
Chi phí thiết bị TOR đã tiếp tục giảm. Mặc dù ban đầu hệ thống yêu cầu thiết bị chuyên dụng, Tính đến  năm 2016   nhiều nhà khai thác vô tuyến nghiệp dư vận hành TOR (còn được gọi là RTTY) với phần mềm đặc biệt và phần cứng rẻ tiền để kết nối bo mạch âm thanh máy tính với radio sóng ngắn.
Các sơ đồ cáp hoặc telegram hiện đại thực sự hoạt động trên các mạng telex chuyên dụng, sử dụng TOR bất cứ khi nào cần thiết. 
Telex đóng vai trò là tiền thân của fax, email và tin nhắn văn bản hiện đại - cả về mặt kỹ thuật và phong cách. Tiếng Anh viết tắt (như "CU L8R" là viết tắt của "see you later") như được sử dụng trong nhắn tin có nguồn gốc từ các nhà khai thác telex trao đổi tin nhắn không chính thức trong thời gian thực - họ đã trở thành những "người nhắn tin" đầu tiên từ lâu trước khi có điện thoại di động. Người dùng telex có thể gửi cùng một tin nhắn đến một số nơi trên thế giới cùng một lúc, như email ngày nay, bằng Máy tính InfoMaster của Western Union. Điều này liên quan đến việc truyền tin nhắn qua băng giấy đến Máy tính InfoMaster (mã quay số 6111) và chỉ định địa chỉ đích cho văn bản đơn. Theo cách này, một tin nhắn có thể được gửi đến nhiều máy telex và TWX ở xa cũng như gửi cùng một tin nhắn đến các thuê bao không telex và không TWX qua Mailgram của Western Union.